# مهريز
مهريز (بالفارسية: مهریز) هي منطقة سكنية تقع في إيران في قسم. يقدر عدد سكانها بـ 26,364 نسمة .